# 家に帰ろう (マイ・スイート・ホーム)
「家に帰ろう (マイ・スイート・ホーム)」（うちにかえろう マイ・スイート・ホーム）は、竹内まりやの21枚目のシングル。1992年11月10日にMMG（現・ワーナーミュージック・ジャパン）より発売された。

## 解説
本作の約1か月前に発売されたアルバム『Quiet Life』からのシングル・カットとして発売されたシングル。TBS系ドラマ「木曜日の食卓」の主題歌として制作された。
1993年の「第35回日本レコード大賞」において、『Quiet Life』がベストアルバム賞を受賞し、この日の為に制作された「家に帰ろう （マイ・スイート・ホーム）」のフルサイズのビデオ・クリップが放送された。このビデオがフルで放送されたのはこの日だけであり、『souvenir the movie 〜MARIYA TAKEUCHI Theater Live〜 (Special Edition)』にも収録されていない。このビデオ・クリップには当時の達郎バンドのメンバー（青山純・伊藤広規・難波弘之・山下達郎）も出演しスタジオで歌う様子が撮影されている。また、映像に映り込む山下達郎を見ることができる数少ない作品の一つでもある（顔は映らないよう帽子を深く被り逆光で見えづらくしている）。
発売当時は、オリジナル・カラオケは収録されず（同時発売のシングル・カセットには収録）2曲入りシングルであったが、2008年発売のベスト・アルバム『Expressions』の初回限定盤に封入された特典ディスク「ベスト・オブ・オリジナル・カラオケ」の5曲目に初めてカラオケが収録された。また、『Expressions』の発売時に公開された特設サイトでは収録曲のビデオクリップが公開されたが、「家に帰ろう」のビデオは公開されなかった。
カップリングの「THE CHRISTMAS SONG」は、1944年にアメリカ合衆国のミュージシャンメル・トーメとボブ・ウェルズによって書かれた曲で、これまでに多くのアーティストにカバーされ、今ではクリスマスの定番曲となった名曲である。本作では服部克久が編曲を担当している。

## チャート成績
シングルの累計売上は10.2万枚。

## 収録曲

### 8cmCD
1. 家に帰ろう (マイ・スイート・ホーム)  –  (4:55)
作詞・作曲：竹内まりや、編曲：山下達郎
  - TBS系ドラマ「木曜日の食卓」主題歌
  - 東京ビューティー・センターCMソング
  - 日産自動車「セフィーロ」CMソング[5]（1994年）
  - 大阪ガス「エコウィル」CMソング
  - 三菱地所レジデンスCMソング（2011年）
2. THE CHRISTMAS SONG  –  (3:44)
作詞・作曲：メル・トーメ・ボブ・ウェルズ、編曲：服部克久

### シングル・カセット

#### Side A
1. 家に帰ろう (マイ・スイート・ホーム)
2. 家に帰ろう (マイ・スイート・ホーム)（オリジナル・カラオケ）

#### Side B
1. THE CHRISTMAS SONG
2. THE CHRISTMAS SONG（オリジナル・カラオケ）

## 参加ミュージシャン
家に帰ろう (マイ・スイート・ホーム)
- 山下達郎：エレクトリック・ギター、アコースティック・ギター、12弦エレクトリック・ギター、グロッケン、パーカッション、バッキング・ボーカル
- 青山純：ドラムス
- 伊藤広規：エレクトリック・ベース
- 難波弘之：エレクトリック・オルガン
- 浜口茂外也：パーカッション
- 村田和人：バッキング・ボーカル

THE CHRISTMAS SONG
- 服部隆之：コンダクター
- 篠崎正嗣：ストリングス・コンサートマスター
- 藤田乙比古・阿部雅人：ホルン
- 菅坡雅彦・横山均：フリューゲルホルン
- 中谷望：フルート、ピッコロ
- 松本敦史：オーボエ
- 朝川朋之：ハープ
- 金山功：グロッケン、ティンパニ
- 松木恒秀：エレクトリック・ギター
- 斉藤誠：ウッドベース
- 難波弘之：アコースティック・ピアノ

## 収録シングル・アルバム
- Impressions（#14）
- Souvenir〜Mariya Takeuchi Live（#2・ライブバージョン）
- Expressions（Disk.3・#1）
- Expressions（Disk.4・#5 初回限定盤「ベスト・オブ・オリジナル・カラオケ」の5曲目にオリジナル・カラオケを収録。今作がカラオケ初CD化。）

## カバー
- アン・ウィルソン（2002年7月10日、コンピレーション・アルバム『Sincerely...〜Mariya Takeuchi Songbook〜』）